# 孙中山故里旅游区
孙中山故里旅游区是广东省中山市南朗街道翠亨村的一个旅游景区，总面积达3.15平方公里，由孙中山故居纪念馆、翠亨村、中山影视城、辛亥革命纪念公园和犁头尖山五个核心景区组成。2016年11月晋级国家5A级旅游景区。2021年入选首批国家级文明旅游示范单位。

## 主要景区

### 孙中山故居纪念馆
以全国重点文物保护单位孙中山故居为主体的人物类纪念性博物馆。

### 翠亨村
中国历史文化名村，保存着良好的岭南传统村落建筑规制。

### 中山影视城
集旅游观光、爱国主义教育和影视拍摄等于一体的文化旅游景点。

### 辛亥革命纪念公园
占地约20亩，由著名建筑师、北京大学教授陈可石作主要设计，以孙中山在辛亥革命中发生的重要历史事件为题材的生态型广场花园。竖立在公园中央的辛亥历史记忆墙刻有孙中山、黄兴、蔡元培、毛泽东、朱德、董必武、宋庆龄等人对辛亥革命历史的日记、回忆录以及诗词等。

### 犁头尖山
翠亨最高峰，可俯瞰翠亨全貌、远眺珠江口、淇澳岛，山上有孙中山家族墓群。

## 外部连接
- 孙中山故里旅游区 （页面存档备份，存于）